# Blizzard de Grand Rapids
Le Blizzard de Grand Rapids (en anglais : Grand Rapids Blizzard) était un club franchisé de basket-ball féminin de la ville de Grand Rapids (Michigan), appartenant à la NWBL. La franchise n'a vécu que le temps de la saison 2003.

## Palmarès
néant

## Entraîneurs successifs
- 2003 :  Ozell Wells